# Garasos Tár
Garasos Tár ismeretterjesztő folyóirat volt 1834. január 4-től 1834. március 22.-ig.  Összesen 12 száma jelent meg. Periodicitás: hetente.

## Ismertetése
1834 elején Lipcsében indult Otto Wigand kiadásában. Szerkesztette és írta Vajda Péter, továbbá megjelentek itt Kisfaludy Sándor, Kunoss Endre, Székács József, Kovács Pál versei is. Wigand pesti lerakata végezte a terjesztést. Az európai penny-magazinok szolgáltak mintául, nagy példányszámú, olcsó lapot szerettek volna létrehozni, de sajnos hamar kiderült, hogy számonként 500 példányt sem tudnak eladni, így a kiadó számára érdektelenné vált a további megjelentetés.
A folyóirat célja és tartalma a magyar nyelv szeretetét, a műveltség terjesztését szolgálta. Történelmi, statisztikai, természettudományi jellegű írások mellett helyt adott a szépirodalmi írásoknak is. Ellentétben azonban a nyugat-európai úgynevezett penny-magazinokkal (angol Penny Magazin, német Pfennig Magazin) nem állt rendelkezésre egy szélesebb olvasói bázis, így nem válhatott életképes orgánummá, kivált nem tömeglappá.

## Külső hivatkozások
- A Garasos Tár a REAL-J repozitóriumban